# Urban Legend 2 : Coup de grâce
Pour les articles homonymes, voir Coup de grâce (homonymie).
Série Urban Legend
Urban Legend
(1998) Bloody Mary
(2005)
Pour plus de détails, voir Fiche technique et Distribution.
Urban Legend 2 : Coup de grâce ou Légendes urbaines : La suite au Québec (Urban Legends: Final Cut) est un film américain réalisé par John Ottman sorti en 2000. C'est le second volet de la trilogie Urban Legend.

## Synopsis
Des étudiants en cinéma de Alpine University sont en concurrence pour remporter un prix leur permettant de faire un film à Hollywood. Travis, le meilleur étudiant de l'Université, est celui qui est considéré comme étant le grand vainqueur de ce prix néanmoins il reçoit une note médiocre pour son film. À la suite de cet échec, il décide de se suicider. Peu après, toutes les personnes ayant travaillé sur son film sont tuées les unes après les autres par un inconnu spécialiste de légendes urbaines. Trevor, le frère jumeau de Travis, est lui persuadé que son frère n'est pas mort suicidé et décide d'enquêter. Il est aidé par Amy, une jeune étudiante qui, elle-même, tourne un film d'horreur sur les légendes urbaines.

## Fiche technique
- Titre original : Urban Legends: Final Cut
- Titre français : Urban Legend 2 : Coup de grâce
- Titre québécois : Légendes urbaines: La suite ou simplement Légendes urbaines 2

- Réalisation : John Ottman
- Scénario : Paul Harris Boardman et Scott Derrickson
- Production : Neal H. Moritz, Gina Matthwes et Richard Luke Rothschild
- Musique : John Ottman
- Photographie : Bian Pearson
- Costume : Marie-Sylvie Deveau et Trysha Bakker
- Pays d'origine : États-Unis - Canada
- Format : Couleurs (DeLuxe) - 2,35:1 - Dolby Digital - 35 mm
- Genre : horreur, Thriller, Slasher
- Durée : 98 minutes
- Date de sortie :
  -  États-Unis : 22 septembre 2000
  -  France : 11 octobre 2000
- Interdit aux moins de 12 ans lors de sa sortie en salle

## Distribution complète
- Jennifer Morrison (VF : Véronique Desmadryl) : Amy Mayfield
- Matthew Davis (VF : Antoine Doignon) : Travis Stark / Trevor Stark
- Hart Bochner (VF : Jérôme Keen) : professeur Solomon
- Loretta Devine (VF : Claudine Grémy) : Reese Wilson
- Joseph Lawrence (VF : Constantin Pappas) : Graham Manning
- Anson Mount (VF : David Kruger) : Toby Belcher
- Eva Mendes (VF : Stéphanie Lafforgue) : Vanessa Valdeon
- Anthony Anderson (VF : Lucien Jean-Baptiste) : Stan Washington
- Jessica Cauffiel (VF : Lea Gabriele) : Sandra Petruzzi
- Michael Bacall (VF : Jérôme Berthoud) : Dirk Reynolds
- Marco Hofschneider : Schorm "Simon" Jabuscko
- Derek Aasland : Kevin, le conseiller personnel
- Jacinda Barrett (VF : Laura Prejean) : Lisa
- Rebecca Gayheart (VF : Barbara Kelsch) : Infirmière Brenda Bates
- Peter Millard : Docteur Richard Fain
- Chas Lawther : Dean Patterson
- Chuck Campbell : Le geek dans l'avion
- Yani Gellman : Rob
- Jeannette Sousa : Libby
- Rory Feore : Le tueur de l'hôtesse de l'air
- Shauna Black : La petite amie blonde
- Leland Tilden (VF : Stéphane Ronchewski) : L'athlète dans l'avion
- Joel Gordon : L'athlète dans l'avion
- David Cook : L'étudiant qui crie
- Bianca Muller : L'étudiante qui crie
- Jenny Kim : L'étudiante qui crie
- Nicole Crozier : L'étudiante qui crie
- Pat Kelly : Le copain dans le cinéma
- Stephanie Moore (en) : La fille dans le film en 16mm
- Kevin Hare : L'officier de police
- David Sparrow : L'officier de police
- Clare Martina Preuss : La chauffeuse de salle

## Distinctions
En 2001, Urban Legend 2 a été sélectionné 3 fois dans diverses catégories et a remporté 1 récompense.

### Récompenses
- Prix Teen Choice : Prix Teen Choice du meilleur film Horreur / Thriller.

### Nominations
- Académie des films de science-fiction, fantastique et d'horreur - Saturn Awards 2001 : meilleur film d'horreur.
- Prix Fangoria Chainsaw 2001 : pire film.

## Autour du film
- Brenda Bates (Rebecca Gayheart) fait une apparition à la fin du film en tant qu'infirmière qui fait sortir le professeur Solomon (Hart Bochner) de son asile où il a été enfermé, ce qui laisse supposer qu'il y aura une suite. Or Urban Legend 3: Bloody Mary n'est pas du tout la suite à proprement parler, bien que l'on parle des événements qui se sont passés dans l'Alpine University.
- On peut y entendre aussi une certaine musique qui nous fait penser au maitre du suspense Alfred Hitchcock.
- Excepté Rebecca Gayheart, qui fait une petite apparition à la fin du film, Loretta Devine est le seul personnage à avoir repris son rôle du premier film.